# Infektiøs bronkitisvirus hos fugle
Infektiøs bronkitisvirus hos fugle (IBV, 'Aviær infektiøs bronkitisvirus';  en: 'Avian coronavirus', af la.: avis, 'fugl') er en coronavirus, der inficerer fugle og forårsager sygdommen infektiøs bronkitis (IB), der påvirker luftveje, tarm, nyre og reproduktionssystemet hos kyllinger.
IBV påvirker ydeevnen for både kødproducerende og ægproducerende kyllinger og er ansvarlig for et betydeligt økonomisk tab inden for fjerkræbranchen.